# Новоузенский Свято-Троицкий монастырь
Новоузенский Свято-Троицкий женский монастырь — женский православный монастырь, существовавший в городе Новоузенск Самарской губернии (ныне Саратовской области).
Основан в 1859 году как женская община, которая спустя 34 года была преобразована в православный женский монастырь Самарской и Ставропольской епархии. При монастыре были церковно-приходская школа и больница, действовал один храм. После установления советской власти монастырь был закрыт, а все постройки были разобраны.

## История
Монастырь вёл отсчёт своё истории с женской православной общины, основанной в 1859 году в Новоузенске. Община первоначально была утверждена Самарской духовной консисторией 25 января 1859 года. Размещалась она на участке земли площадью в 5 десятин, отведённой для этих целей Новоузенским городским сообществом. Обитель разместилась в живописном уголке на северной окраине города.
4 ноября 1868 года появился указ Святейшего синода об утверждении Свято-Троицкой общины в Новоузенске. При открытии обители в неё проживало 16 человек вместе с настоятельницей. Первая настоятельница общины М. Ф. Нагибина просила самарского епископа Феофила ходатайствовать перед Святейшим синодом о преобразовании общины в монастырь.
Для осуществления этой цели в 1891 году при общине была открыта церковно-приходская школа, разместившаяся в специально построенном здании. После открытия в ней обучалось 30 девочек, а в 1902 году — 32. Школа была закрыта в 1910 году.
Наконец, 12 декабря 1893 года указом Синода община была преобразована в общежительный монастырь.
Официальное открытие монастыря совершил настоятель Верхнего Спасо-Преображенского единоверческого мужского монастыря архимандрит Тихон, после чего 15 сестёр были пострижены в монахини, а 14 — в рясофор. К этому времени в обители проживало уже 94 человека.
С марта 1907 года и до закрытия монастыря его настоятельницей была игуменья Магдалина (Любарская).
В 1910 году в монастыре проживало 168 человек, в том числе одна игуменья-настоятельница, 38 манатейных монахинь, 46 рясофорных послушниц и 83 послушницы.
Монастырь был закрыт вскоре после установления советской власти в регионе. Точную дату закрытия установить пока не удалось. Монастырские постройки в 1930-х годах были разобраны.

## Имущество

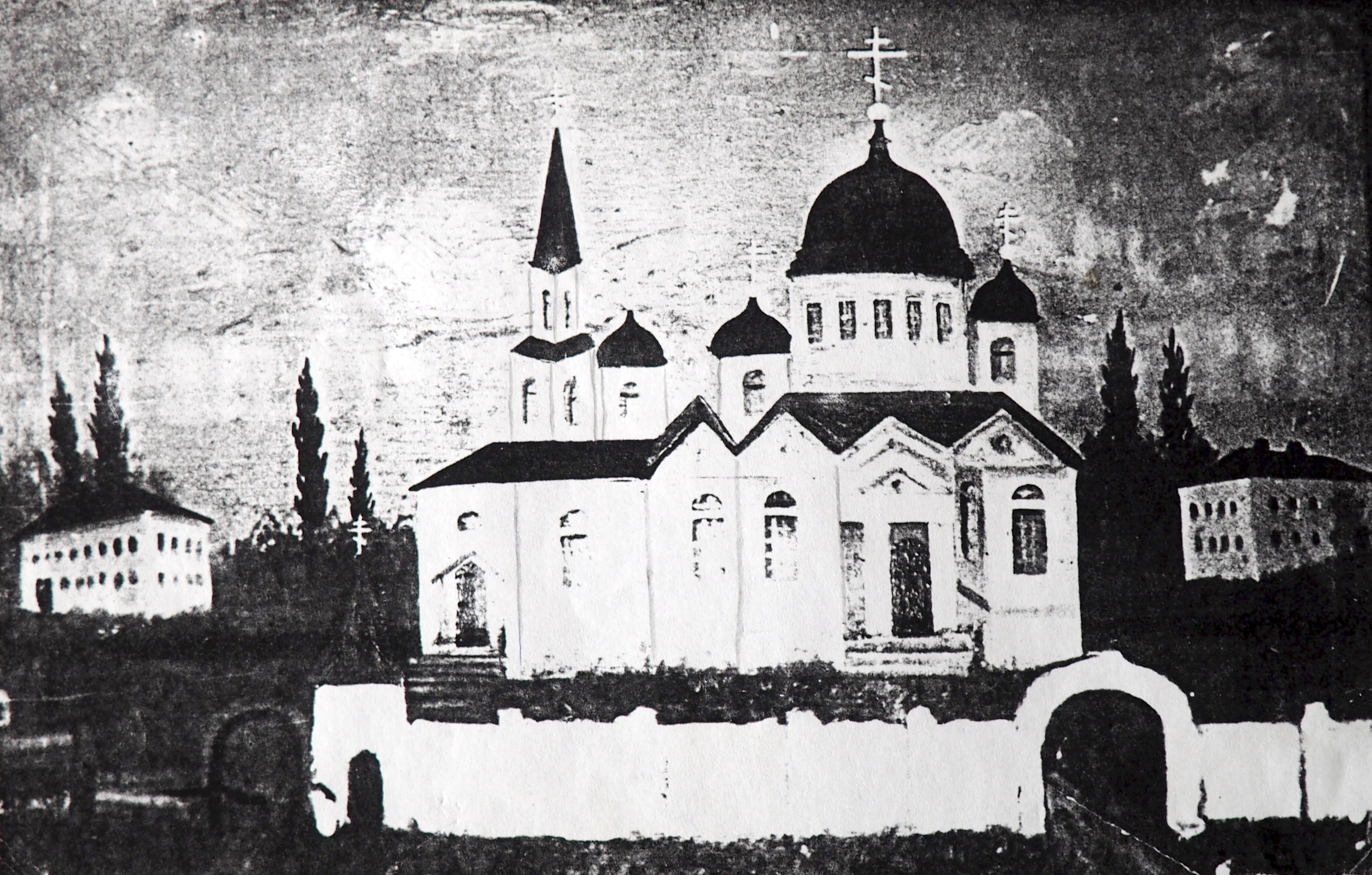
Новоузенский Свято-Троицкий монастырь

Монастырю принадлежало 420 десятин земельных угодий, из которых 350 были выделены императорским разрешением из казенных земель в 1886 и 1889 годах, а 70 десятин было выделено Новоузенским городским обществом.
Монастырская территория была огорожена с северной и восточной стороны каменными стенами, а с юго-восточной — деревянно-тёсовым забором. В ограде с северной стороны находились ворота с тремя арками и решетчатыми дверьми, а с юго-восточной — ворота для постоянного хозяйственного въезда.
На усадебной территории размещались жилые и служебные корпуса. Сёстры проживали в двух корпусах и трёх флигелях, а в остальных здания размещались трапезная с кухней, хлебопекарня, квасоварня, просфорная, мастерские по ремонту одежды.
В деревянном доме, пожертвованном почётным гражданином Покровской слободы Н. А. Ухиным, разместилась монастырская больница.
В селе Николаевка находился монастырский хутор: насельницы монастыря занимались хлебопашеством. Также обители принадлежала ветряная мельница на два постава, пожертвованная новоузенским мещанином К. М. Милкиным в 1891 году. Имелся скотный двор с двумя конюшнями и коровником.
Монастырь имел два подворья. В 1881 году одно было обустроено в Самаре, второе в 1886 году появилось в Покровской слободе на дворовом месте, пожертвованном крестьянкой этой слободы Е. А. Кочегаровой. В 1893 году к дому на подворье был сделан двухэтажный пристрой, на первом этаже разместилась просфорная с русской печью — сестры монастыря выпекали просфоры для всех церквей Покровской слободы. На втором разместились жилые помещения. В 1906 году крестьянка Покровской слободы А. П. Коляченко пожертвовала своё усадебное место по улице Новоузенской площадью в 840 квадратных сажен — сюда было перевезено всё имущество с ранее имевшегося подворья.

### Монастырские храмы
Первым храмом в обители стала деревянная однопрестольная домовая церковь во имя Пресвятой Троицы, построенная в 1867 году. Она находилась на втором этаже двухэтажного монастырского жилого корпуса. При церкви имелась отдельно стоящая колокольня. В 1886 году по обеим сторонам от клироса были установлены два новых иконостаса.
В 1901 году из-за ветхого состояния церковь была упразднена, иконостасы были перенесены в новопостроенный в том же году каменный двухпрестольный храм во имя Пресвятой Троицы. Придел, построенный на средства купчихи Н. Е. Егоровой, был освящён во имя Успения Божией Матери. В 1902 году купол храма был расписан ликами святых. 9 мая 1906 года в приделе был установлен трехъярусный позолоченный иконостас, освященный самарским епископом Константином 14 июня 1909 года..
Престольные праздники отмечались 25 мая в честь Пресвятой Троицы в главном престоле и 15 августа в честь Успения Божией Матери в приделе.

### Святыни
В монастыре имелось несколько особо чтимых икон:
- Филермская икона Божией Матери;
- Казанская икона Божией Матери, которой епископ Гурий в 1893 году благословил обитель при открытии, а затем пожертвовал её монастырю;
- Албазинская икона Божией Матери «Слово плоть бысть», пожертвованная епископом Гурием в 1900 году
- копия с иконы Божией Матери «Взыскание погибших», оригинал которой находился в Раковском женском монастыре[3].